# Magnolia pallescens
Banús verd (Magnolia pallescens) és un arbre de la familia de les magnoliàcies, endemic de la República Dominicana. Es troba a la Cordillera Central, entre Jarabacoa i Constanza. Va ser descrita per Ignatz Urban i Erik Leonard Ekman. No hi ha cap subespècie inclosa al Catalogue of Life.

## Descripció
Arbre d'uns 19 metres i diàmetre entre a 40 i 150 cm. Té les fulles obovades-orbiculars, pàl·lid-tomentoses al revers, arrodonides a truncada. Té flors terminals de pètals blancs amb fruits ovals amb llavors vermelles. La fusta és color d'oliva, dura, resistent, de fibres i grans fins que donen un excel·lent poliment, no torça ni encongeix, fàcil de treballar.
Es pot trobar amb flors en els mesos de setembre a juny. Amb fruits durant gairebé tot l'any.

## Ús de l'Arbre
La fusta és utilitzada per a treballs d'ebenisteria per la seva gran resistència, en ser una fusta que no es torça i el seu aspecte fibrós. Per aquestes característiques la planta fou sobreexplotada i en l'actualitat es troba en perill d'extinció.

## ReservaÉbano Verde
La Reserva Científica Ébano Verde de la República Dominicana, amb una superfície de 23 qm2, es va crear el 1989 per protegir la Magnolia pallescens de la tala. La reserva es considera un bosc humit de muntanya baixa i s'ha dedicat a la seva preservació. El parc està situat entre les ciutats de Jarabacoa i Constança i es protegeixen un total de 621 espècies vegetals, 159 de les quals son endèmiques.